# コバルトの空
『コバルトの空』（コバルトのそら）は、ラジオ東京→TBSラジオ・TBSテレビのスポーツ番組におけるテーマ音楽。レイモンド服部（服部逸郎）が作曲した。元々はクラシック調の行進曲である。

## 概要
1951年12月25日に開局したラジオ東京（のちのTBSラジオ）が同日に放送した初のスポーツ番組『スポーツ・タイム』（開局日から1959年8月16日まで毎日放送されたスポーツニュース番組）の番組テーマ曲として作曲。その後、ラジオ東京や1955年4月開局のラジオ東京テレビ（KRテレビ。現在のTBSテレビ）における様々なスポーツ番組のテーマ曲として転用された。
1965年に東京放送から発行された『東京放送のあゆみ』では、番組テーマから離れ「各吹奏楽団や日・米の軍楽団などでも好んで演奏されている。」と記述されている（「」内は引用）。
『コバルトの空』は、のちにレコード化された際のタイトルであり、ラジオ東京が東京放送となって以降に番組で使用される際のタイトルは『TBSスポーツテーマ』だった。

## テーマ曲としての使用番組
※TBSラジオ・TBSテレビおよび全国ネット
- スポーツ・タイム（ラジオ）
- スポーツ中継（ラジオ・テレビ）
  - プロ野球中継
    - プロ野球中継（ラジオ）…『TBSエキサイトナイター』[6]時代までの間に使用。
    - プロ野球中継（テレビ）…1990年代中盤 - 2002年（番組タイトルが『BANG BANG BASEBALL』『JAPAN MAJOR BASEBALL』の時代、『ザ・ベースボール』初年度）は、アレンジ版を使用。

  - 東洋チャンピオンスカウト（テレビのボクシング中継）[7]
  - TWWAプロレス中継（国際プロレス中継）
  - キックボクシング
  - 全国高等学校ラグビーフットボール大会…第57回（1977年度）- 第66回（1986年度）…放送では使用されなくなった現在も、開会式の入場行進では、行進曲の最初に演奏されている。
  - 別府大分毎日マラソン…1978年のTBS系全国ネット開始当初から使用されていた。
- JNNスポーツデスク（テレビ）…JNNニュースデスクに続いて編成していたスポーツニュース番組。当初はオリジナルを使っていたが、後にハ長調へアレンジされたシンセサイザーバージョンも登場した。末期には使われなくなった（シンセサイザーによる別の曲となった）。
- 三菱ふそう全国縦断・榎さんのおはようさん〜!（ラジオ）…スポーツニュースコーナー「出て来いスポーツ」ほか。
- サンデーモーニング（テレビ）…2010年10月17日分から司会関口宏が卒業した2024年3月31日分までスポーツコーナー「週刊御意見番」のオープニングで冒頭の一節が使用されていた（10月17日のみ通常バージョン、翌週以降は過去にプロ野球中継で流されていたアレンジバージョン）。
- 笑って!笑って!!60分（テレビ）…マラソンインタビューのコーナー冒頭にBGMとして流れた。

### TBSラジオ・TBSテレビ以外
ラジオ
TBSラジオをキー局とするネットワークJRN系列に属する局がナイター中継を放送するときにも、わずかな地域ではあるが、この曲がテーマ曲として流れる場合がある（主に提供読み）。
- NBCゴールデンナイトゲーム（長崎放送〈NBCラジオ・NBCラジオ佐賀〉。NRNナイター放送時にも使用）
- MBCエキサイトナイター（南日本放送。NRNナイター放送時にも使用）
- MROゴールデンナイター（北陸放送。ニッポン放送をキー局とするNRNナイター放送時にも使用）…2021年まで
- HBCエキサイトナイター（HBCステレオエキサイトナイター）（北海道放送）…1999年まで

金曜日のHBCエキサイトナイターには、各地域放送局ごとにスポンサーが付いていた。そのため、1990年代中期にかけてのエンディングの提供読みでは、各局ごとに異なるバージョンの『コバルトの空』が流れていた。
札幌本局・旭川局ではシンセサイザーバージョン（3パターンほどあり）、函館局・北見局ではオリジナル版を使っていた。
1998年頃 - 1999年には、全地域放送局のエンディングが、札幌局と同じシンセサイザーバージョンに統一された。
- RKBエキサイトナイター（RKB毎日放送）…1977年から2002年まで

『HBCステレオ…』札幌・旭川局初期テーマと同じバージョンを使用した時期あり。
- SBSビッグナイター（静岡放送）

NRNナイター、Jリーグ中継（自社制作）放送時にも使用。
テレビ
- 青森テレビの綱引き大会中継
- IBC杯招待ラグビー中継
- 静岡放送の全国高校サッカー選手権大会静岡県大会中継（静岡第一テレビが開局後も継続、1990年まで使用）※本来は日本テレビ系列の番組
- オールザッツ漫才（MBS）…2001年の1コーナー「真夜中のフードファイト」にてアレンジ版使用。

## 音源ソフト化
※下記記載の全てのソフトは、いずれも吹奏楽用の楽譜による演奏である。番組タイトル用に編曲されたバージョンはオリジナル・カバーとも音源化されていない。
シングルCD
- スポーツショーテーマ行進曲（1989年6月1日、日本コロムビア発売）

第3トラックに収録。
アルバムCD
- スタンダード・マーチ オリンピックマーチ（1995年9月21日、日本コロムビア発売）商品コード：COCG-12861

第3トラックに収録。演奏：東京佼成ウインドオーケストラ、指揮：手塚幸紀。
- 運動会用マーチ･ベスト 並足用 スポーツショー行進曲（1997年7月30日、日本コロムビア発売）商品コード：COCG10537

第4トラックに収録。
- 中学校行事･放送用音楽集 6 運動会（2001年9月1日、コロムビアミュージックエンタテインメント発売）商品コード：COCE31551

2枚組。ディスク1の第4トラックに収録。
- スポーツ・マーチ・ベスト（2005年3月2日、キングレコード発売）

『行進曲「コバルトの空」』というタイトルで第5トラックに収録。
- 決定盤! スタンダード・マーチ（2007年1月24日、コロムビアミュージックエンタテインメント発売）商品コード：COCE-34113

第11トラックに収録。
- ブロードキャスト・トラックス TBS編（2009年10月14日、ユニバーサルミュージック発売）商品コード：UICZ-8062

最終（第28）トラックに「BONUS TRACK」として収録。演奏：東京佼成ウインドオーケストラ、指揮：手塚幸紀。

## 備考
JNN系列で中継される駅伝・マラソンにおいて、スタート地点となる陸上競技場等で選手がスタートした後に競技場内にこのテーマ曲が流れている事がある他、近鉄花園ラグビー場で年末に開幕する高校ラグビーの開会式では、選手入場の場面でこのテーマ曲が流れている事がある。更に、2007年世界陸上大阪大会（TBSがホスト局）の開会式における入場行進でも使用された。
TBSラジオ・TBSテレビで中継されないマラソンでも、テレビ朝日系列・NRN系列で中継されている福岡国際マラソンの競技場内で流されている。

## 参考資料
- 東京放送のあゆみ（1965年、東京放送発行。東京放送社史編集室編）…国立国会図書館の所蔵情報
- TBS50年史（2002年1月、東京放送編・発行）…国立国会図書館の所蔵情報
  - 資料編
  - 付録DVD（DVD-ROM『ハイブリッド検索編』）